# Оссі Мілліонс
Чемпіонат Австралії з покеру, також відомий як Оссі (Озі) Мілліонс — серія покерних турнірів, що проводяться у казино «Корона», у Мельбурні, Австралія. Призовий фонд турніру становить 7 мільйонів австралійських доларів.